# Płetwa (Dolina Kobylańska)

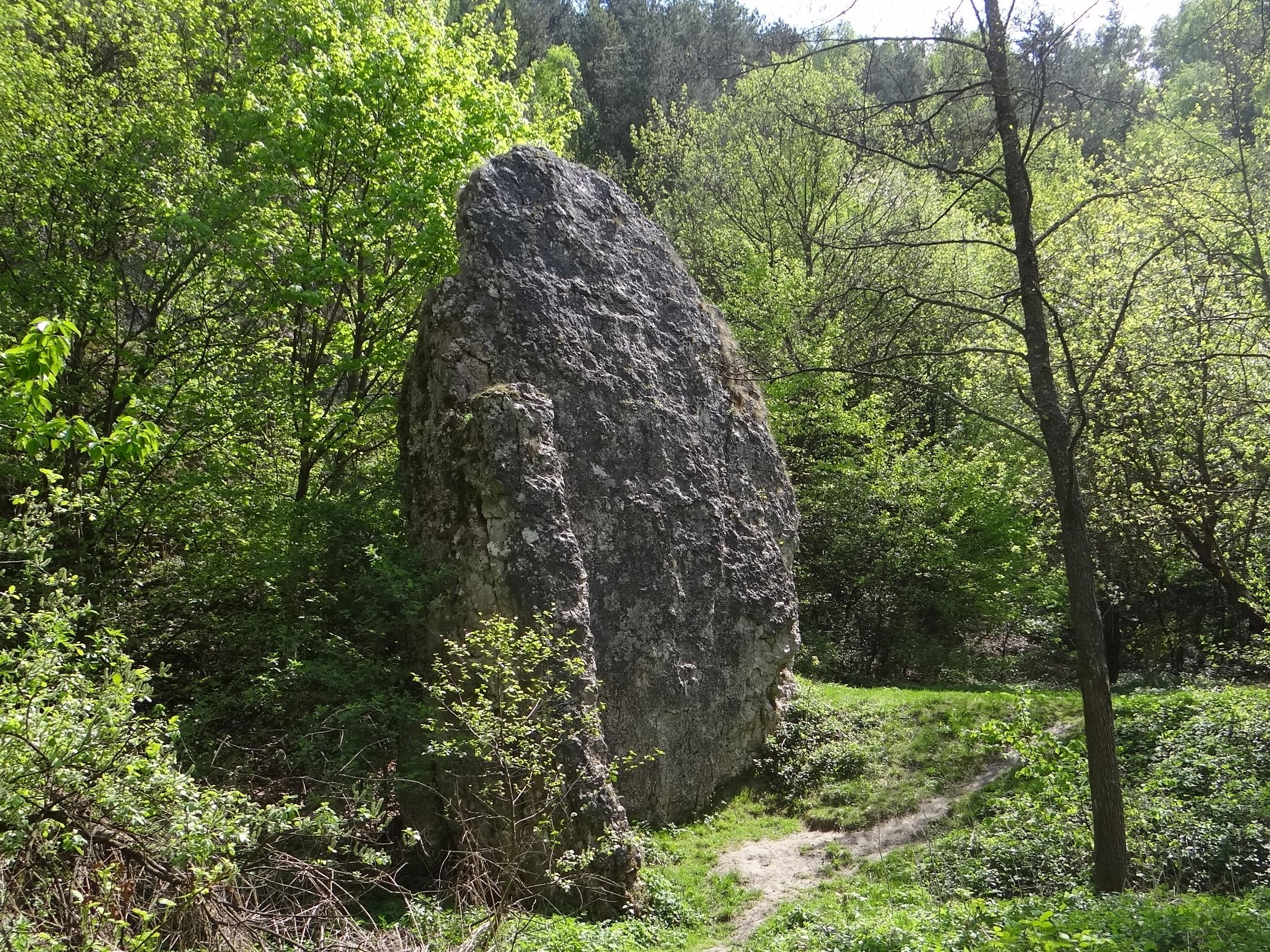

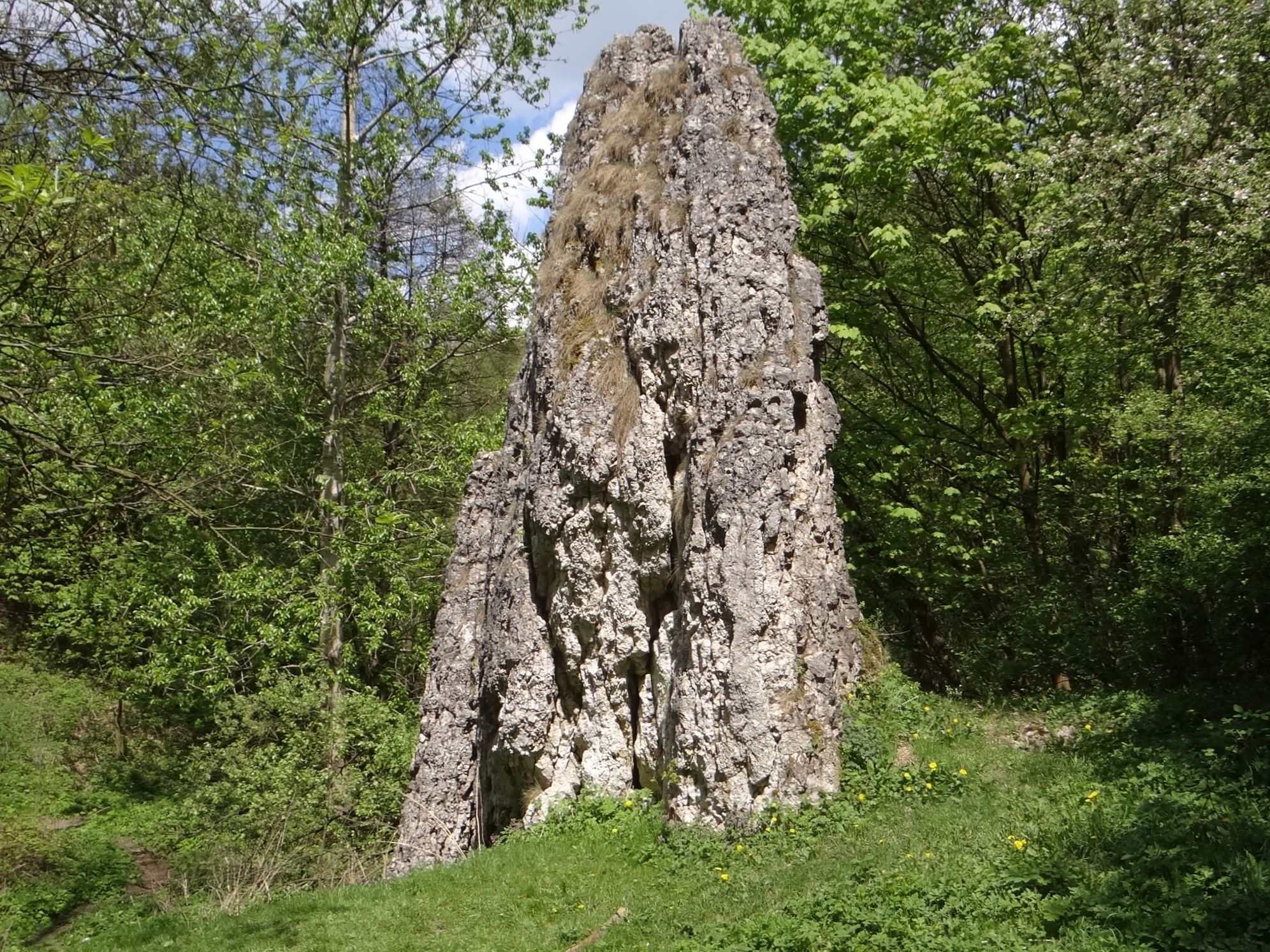

Płetwa – skała w Dolinie Kobylańskiej na Wyżynie Olkuskiej, w miejscowości Kobylany, w gminie Zabierzów, powiecie krakowskim, województwie małopolskim. Znajduje się w środkowej części doliny, tuż obok szlaku turystycznego biegnącego dnem doliny. W miejscu tym dolina skręca na północny zachód{.
Dolina Kobylańska jest jednym z najbardziej popularnych terenów wspinaczki skalnej. Skały mają dobrą asekurację{. Płetwa to samotny, zbudowany z wapieni ostaniec znajdujący się wśród zarośli na dnie doliny. Obok niej niewielki trawiasty plac. Skała ma postać słupa, wysokość 7 m, połogie i pionowe ściany z filarem i zacięciem. Przez wspinaczy skalnych zaliczana jest do Grupy Płetwy. Na zachodniej ścianie poprowadzili oni 7 dróg wspinaczkowych o trudności od III+ do VI.1+ w skali Kurtyki. Część z nich ma zamontowane punkty asekuracyjne – ringi (r) i stanowisko zjazdowe (st).
1. Lewy filarek; IV, 7 m
2. Zacięcie Płetwy; IV, 7 m
3. Superka Płetwy; VI.1+, 3r + ST, 7 m
4. Diretka Płetwy; VI, 3r + ST, 7 m
5. Rysa Płetwy; V+, 4r + ST, 7 m
6. Zachód Płetwy; IV+, 1r, 7 m
7. Prawy filarek; III+, 6 m[3].